# Lu Tongjuan
Lu Tongjuan (chiń. 卢童娟; ur. 10 marca 1990) – chińska judoczka. Olimpijka z Tokio 2020, gdzie zajęła dziewiąte miejsce w wadze lekkiej.
Uczestniczka mistrzostw świata w 2017, 2018 i  2019. Druga w drużynie w 2012. Startowała w Pucharze Świata w latach 2012, 2016, 2018 i 2019. Piąta na igrzyskach azjatyckich w 2018. Zdobyła cztery medale na mistrzostwach Azji w latach 2011 - 2021.

## Letnie Igrzyska Olimpijskie 2020
| Konkurencja | Eliminacje             | Eliminacje              | Klas. końcowa |
| Konkurencja | Przeciwnik I           | Przeciwnik II           | Miejsce       |
| ----------- | ---------------------- | ----------------------- | ------------- |
| 57 kg       | Darja Mieżecka (RUS) Z | Tsukasa Yoshida (JPN) P | 9.            |